# Romoaldo Guidi
Pour les articles homonymes, voir Guidi.
Romoaldo Guidi (né le 5 février 1722 à Cesena, dans l'actuelle province de Forlì-Cesena, en Émilie-Romagne, alors dans les États pontificaux et mort le 23 avril 1780 à Rome) est un cardinal italien du XVIIIe siècle.

## Biographie
Romoaldo Guidi exerce diverses fonctions au sein de la Curie romaine, notamment comme précepteur général de l'hôpital de S. Spirito in Sassia à Rome.  
Le pape Pie VI le crée cardinal-diacre lors du consistoire du 1er juin 1778.